# Gunilla Strömholm
Gunilla Margareta Strömholm, född Forslund 2 juli 1935 i Skellefteå, död 18 december 2013 i Uppsala, var en svensk jurist. Hon var gift med professor Stig Strömholm.
Strömholm, som var dotter till direktör Johan Forslund och Betty Forssell, blev juris kandidat vid Uppsala universitet 1961 och filosofie kandidat där 1974. Hon studerade kvinnliga författare och höll kurser i kvinnolitteratur 1974–1984, var administratör för Fredrika Bremer-förbundets tredje internationella konferens i Uppsala 1984, informationssekreterare vid Centrum för kvinnliga forskare och kvinnoforskning i Uppsala våren 1985, för mässan "Kvinnor visar vägen" 1985–1986 (ansvarig för idémässan), redovisning och avveckling av mässan 1986–1987, svensk projektledare för kvinnokonferensen "Nordiskt forum -88" 1987–1988. Hon var förbundssekreterare i Sveriges studerande ungdoms helnykterhetsförbund 1954–1956, andre kurator för Norrlands nation i Uppsala 1957, skattmästare i Uppsala humanistiska förbund från 1979 och sekreterare i Årstasällskapet för Fredrika Bremer-studier från 1985. Strömholm är begravd på Uppsala gamla kyrkogård.